# Banino (gmina)
Banino – dawna gmina wiejska istniejąca w latach 1934–1954 w województwie pomorskim/gdańskim (dzisiejsze województwo pomorskie). Siedzibą władz gminy było Banino.
Gmina zbiorowa Banino została utworzona 1 sierpnia 1934 w powiecie kartuskim w województwie pomorskim z dotychczasowych jednostkowych gmin wiejskich: Banino, Bysewo, Czeczewo, Klukowo, Miszewo (główna część), Rębiechowo i Warzno oraz z obszarów dworskich położonych na tych terenach, lecz nie wchodzących w skład gmin.
Po wojnie (7 kwietnia 1945) gmina wraz z całym powiatem kartuskim weszła w skład nowo utworzonego województwa gdańskiego. Według stanu z dnia 1 lipca 1952 gmina składała się z jedenastu gromad: Banino, Bysewo, Czeczewo, Klukowo, Kokoszki, Matarnia, Miszewo, Pępowo, Rębiechowo, Tuchom i Warzno. Gmina została zniesiona 29 września 1954 wraz z reformą wprowadzającą gromady w miejsce gmin. Jednostki nie przywrócono 1 stycznia 1973 po reaktywowaniu gmin.